# Francesco Bagnaia
Francesco „Pecco“ Bagnaia (* 14. Januar 1997 in Turin) ist ein italienischer Motorradrennfahrer und dreifacher Weltmeister in der Motorrad-Weltmeisterschaft.
Bagnaia startet seit 2019 in der MotoGP-Klasse und gewann in der Saison 2022 auf Ducati den Weltmeistertitel in der Königsklasse des Motorradsports. Er ist damit der erste MotoGP-Weltmeister auf Ducati seit Casey Stoner im Jahre 2007 und gleichzeitig der erste italienische MotoGP-Weltmeister seit 2009, als Valentino Rossi seinerzeit den Titel gewann. In der Saison 2023 verteidigte er den WM-Titel nach einem harten Duell gegen Jorge Martín erfolgreich. Davor war Bagnaia 2018 Weltmeister in der Moto2-Klasse geworden. 
Zudem ist Bagnaia mit insgesamt 30 Siegen der erfolgreichste Ducati-Fahrer in der MotoGP-Klasse und zeitgleich einer von zehn Fahrern, der in der Geschichte der MotoGP mindestens 30 Siege einfahren konnte.

## Karriere

### Anfangsjahre
Francesco Bagnaia gewann 2009 die europäische MiniGP-Meisterschaft. 2012 startete er in der spanischen Moto3-Meisterschaft und wurde hinter Álex Márquez und Luca Amato Dritter in der Gesamtwertung. Des Weiteren war er Mitglied der VR46 Rider Academy von Valentino Rossi.

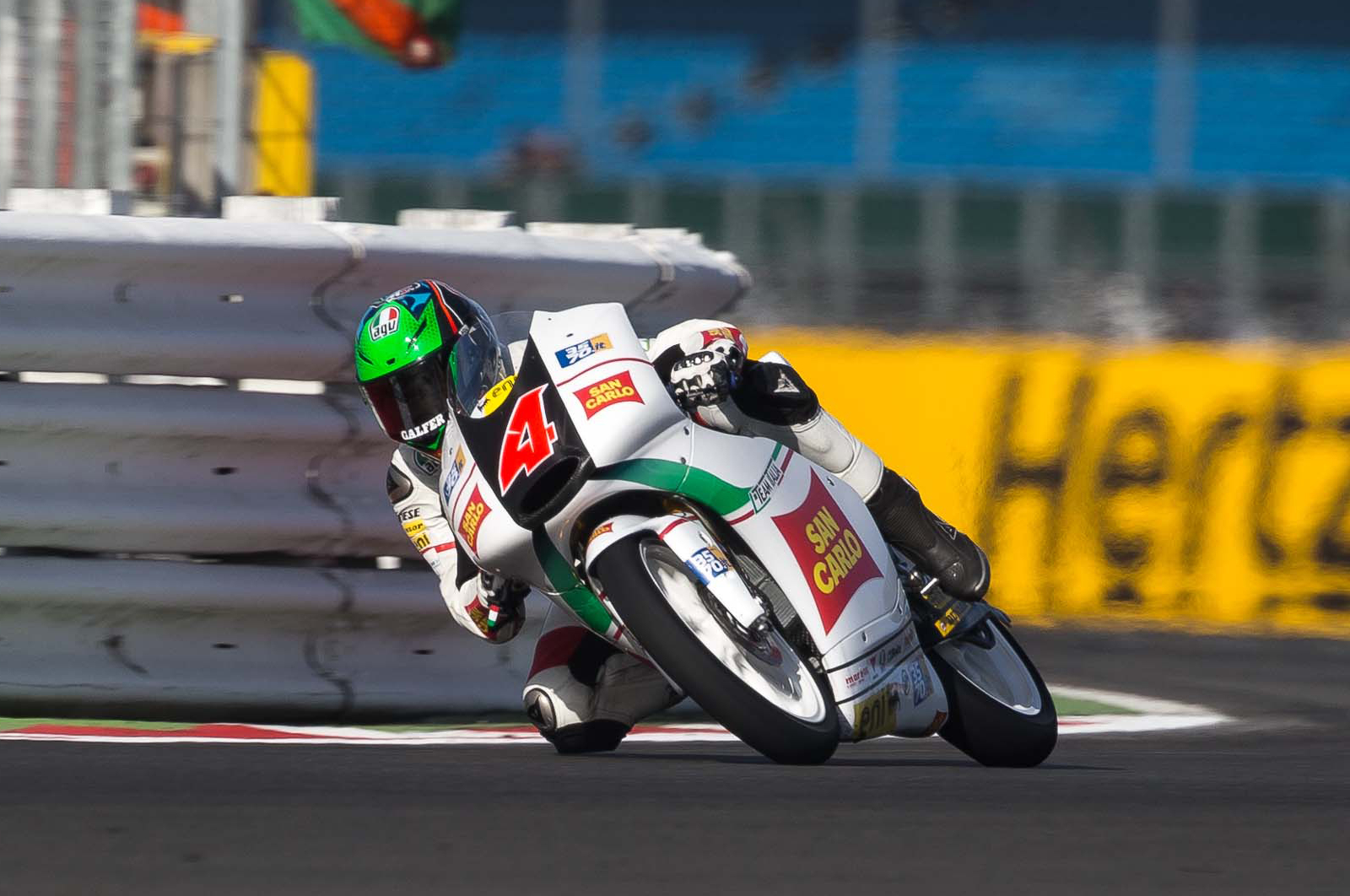
Bagnaia 2013 in Silverstone

### Moto3-Klasse (2013–2016)
Bagnaia gab sein Debüt im Jahr 2013 auf FTR-Honda an der Seite von Romano Fenati im San Carlo Team Italia beim Großen Preis von Katar in Losail. Das Debütjahr verlief für Bagnaia eher erfolglos, er fuhr keine WM-Punkte ein.
Zur Saison 2014 wechselte Francesco Bagnaia zusammen mit Fenati ins Sky Racing Team VR46 von Valentino Rossi, wo er auf KTM antrat. Er fuhr zu Jahresbeginn mehrere Platzierungen unter den besten zehn ein, unter anderem der vierte Platz beim Großen Preis von Frankreich in Le Mans.
2015 wechselte Bagnaia ins Mahindra-Werksteam Mapfre Team Mahindra Moto3 von Jorge Martínez und errang seine erste Podiumsplatzierung mit Rang drei hinter seinen Landsleuten Romano Fenati und Enea Bastianini in Le Mans.
2016 errang Francesco Bagnaia mit Mahindra bereits mehrere Podestplatzierungen und fuhr seinen ersten Sieg in der Moto3-WM bei der Dutch TT in Assen vor Fabio Di Giannantonio und Andrea Migno ein.

### Moto2-Klasse (2017–2018)
Nachdem ihm 2016 der Durchbruch in der Moto3 gelungen war, wechselte Bagnaia zur Saison 2017 in die Moto2-Klasse der Weltmeisterschaft, wo er ins Sky Racing Team VR46 zurückkehrte. Auch wenn er in seiner Debütsaison nicht um die Meisterschaft kämpfte, zeigte er auf der Kalex konstant gute Leistungen und verpasste in den 18 Saisonrennen nur zweimal die Punkteränge. Zudem holte er insgesamt vier Podestplätze, darunter zwei zweite Plätze in Jerez und Le Mans, welche seine besten Saisonergebnisse waren. Am Ende wurde er als Fünfter in der Gesamtwertung der beste Rookie der Saison und setzte sich im Teamduell mit Landsmann Stefano Manzi klar mit 174:14 Punkten durch.
In der Saison 2018 blieb er nach seiner gelungenen Debütsaison beim Sky Racing Team VR46, wo Landsmann Luca Marini sein neuer Teamkollege wurde. Nachdem er den Saisonauftakt in Katar für sich entschieden hatte, mauserte er sich zu einem ernsthaften Titelkandidaten. Durch Siege bei den Rennen in Austin und Le Mans fuhr er drei Siege in den ersten fünf Rennen ein. Im WM-Duell setzte er sich mit insgesamt acht Siegen gegen Miguel Oliveira durch, der insgesamt dreimal gewann, und krönte sich beim vorletzten Lauf in Sepang vorzeitig zum Moto2-Weltmeister. Es war zu diesem Zeitpunkt Bagnaias erster Titel in der Motorrad-Weltmeisterschaft.

### MotoGP-Klasse (seit 2019)
Bei Testfahrten in Valencia nach dem letzten Rennen der Saison 2016 fuhr Francesco Bagnaia die Ducati Desmosedici GP14.2 des Briten Eugene Laverty aus dem Aspar MotoGP Team. Bagnaia hatte zuvor eine Wette mit Gino Borsoi, dem Sportdirektor des Teams, gewonnen. Zur Saison 2019 wechselte er als Stammfahrer zu Alma Pramac Racing in die MotoGP-Klasse. Seine Debütsaison in der Königsklasse des Motorradrennsports begann enttäuschend. In der ersten Saisonhälfte schied Bagnaia insgesamt fünfmal vorzeitig aus, darunter viermal in Folge. Zwar stabilisierte er sich in der zweiten Saisonhälfte und erreichte öfter die Punkteränge, allerdings zog er sich beim Saisonfinale, dem Großen Preis von Valencia, bei einem Unfall im dritten freien Training einen Schlüsselbeinbruch zu und konnte nicht zum Rennen antreten, was gleichzeitig sein vorzeitiges Saisonende bedeutete. Am Ende seiner Debütsaison erzielte er 54 Punkte und damit den 15. Rang in der Fahrerwertung.
Zur Saison 2020 verblieb Bagnaia in seiner zweiten MotoGP-Saison bei Pramac Racing; sein Teamkollege war wie im vergangenen Jahr Jack Miller. Nachdem der Saisonauftakt am 8. März in Katar für die MotoGP-Klasse aufgrund der COVID-19-Pandemie ersatzlos gestrichen worden war, startete die Saison erst im Juli in Jerez mit zwei Grands Prix an aufeinanderfolgenden Rennwochenenden (Spanien und Andalusien). Bagnaia startete mit einem siebten Platz in die Saison und musste eine Woche später wegen eines Motorproblems das Rennen aufgeben. Beim Großen Preis von Tschechien brach er sich bei einem Sturz im zweiten freien Training das Schienbein, wodurch er das Rennen in Tschechien und die beiden folgenden Grands Prix auf dem Red Bull Ring verletzungsbedingt verpasste. Bei seiner Rückkehr im September beim Großen Preis von San Marino in Misano erreichte Bagnaia mit dem zweiten Platz hinter Franco Morbidelli sein erstes Podest in der MotoGP-Klasse. Eine Woche später, beim Großen Preis der Emilia-Romagna – ebenfalls in Misano – stürzte Bagnaia sieben Runden vor Schluss in Führung liegend und schied aus. Es folgten drei weitere Punktplatzierungen sowie vier Ausfälle. Bagnaia beendete die Saison 2020 auf dem 16. Platz der Gesamtwertung mit 47 Punkten.
Zur Saison 2021 wechselten Bagnaia und Teamkollege Miller ins Ducati-Werksteam, wo sie Andrea Dovizioso und Danilo Petrucci ersetzten. Zu Saisonbeginn erreichte er in den ersten vier Rennen drei Podestplätze und beim Saisonauftakt in Katar seine erste Pole-Position. Danach folgten sechs Grands Prix ohne Podestplatzierung, wodurch Bagnaia zu Saisonmitte in der Gesamtwertung einen erheblichen Rückstand auf den führenden Fabio Quartararo hatte. Erst nach der Sommerpause, beim Großen Preis von Österreich, erreichte Bagnaia mit Rang zwei hinter Rennsieger Brad Binder nach einem chaotischen Rennen wieder das Podest. Wenig später feierte er nach einem packenden Duell mit Marc Márquez beim Großen Preis von Aragonien seinen ersten Sieg in der MotoGP-Klasse. Eine Woche nach dem ersten Sieg folgte beim Großen Preis von San Marino in Misano direkt der zweite. Beim Grand Prix of The Americas in Austin wenig später wahrte Bagnaia mit Rang drei seine Titelchancen. Beim drittletzten Lauf und gleichzeitig dem zweiten Rennen der Saison in Misano erreichte Bagnaia zum vierten Mal in Folge die Pole-Position, stürzte allerdings im Rennen wie schon im Vorjahr in Führung liegend, wodurch Quartararo ein vierter Platz genügte, um vorzeitig MotoGP-Weltmeister zu werden. Zum Abschluss entschied Bagnaia die letzten beiden Läufe in Portugal und Valencia souverän für sich und beendete die Saison als Vizeweltmeister mit 252 Punkten, 26 Zähler hinter Quartararo.
Bereits im Vorfeld der Saison 2022 wurde deutlich, dass Ducati das stärkste Motorrad im Feld hatte, wodurch Bagnaia u. a. neben Titelverteidiger Quartararo zu den Favoriten auf den WM-Titel gezählt wurde. Seine Titelambitionen erlitten nach einer Kollision mit Jorge Martín beim Saisonstart in Katar zunächst einen Dämpfer. Erst beim sechsten Saisonrennen in Jerez fuhr Bagnaia mit dem Sieg seine erste Podestplatzierung 2022 ein. Er gewann auch den Großen Preis von Italien in Mugello, allerdings schied er in Le Mans, Barcelona und auf dem Sachsenring in aussichtsreicher Position aus, was dazu führte, dass er zwischenzeitlich 91 Punkte hinter Spitzenreiter Quartararo auf dem sechsten Platz in der Meisterschaft lag. In der zweiten Saisonhälfte legte er eine beispiellose Aufholjagd hin und sorgte mit vier Siegen in Folge für den Wendepunkt im WM-Kampf. Nachdem Bagnaia nach einem gleichzeitigen Ausfall von Quartararo beim Großen Preis von Australien Dritter geworden war, übernahm er zum ersten Mal in seiner Karriere die Führung in der MotoGP-Weltmeisterschaft und gab diese bis Saisonende nicht mehr ab. Nach dem Sieg in Sepang reichte ein neunter Platz beim Saisonfinale in Valencia, um zum ersten Mal MotoGP-Weltmeister und gleichzeitig der erste Weltmeister auf einer Ducati seit 15 Jahren zu werden. Zudem war Bagnaia der erste Italiener seit Valentino Rossi im Jahre 2009, der MotoGP-Weltmeister wurde.
Als amtierender Weltmeister ging Bagnaia im Jahr 2023 in seine fünfte MotoGP-Saison und erhielt mit seinem Landsmann Enea Bastianini einen neuen Teamkollegen. Ducati hatte zwar weiterhin das mit Abstand stärkste Paket, allerdings machten anfangs Marco Bezzecchi und im späteren Saisonverlauf Jorge Martín ihm das Leben schwer. Besonders in dieser Saison stach Bagnaias Konstanz hervor, die sich gar in der zweiten Saisonhälfte bemerkbar machte. Nach dem Sieg beim Saisonauftakt in Portimão ließ er die Konstanz anfangs nach drei Stürzen in Rio Hondo, Austin und Le Mans noch vermissen, gewann aber im Gegenzug in Jerez und Mugello. Im weiteren Saisonverlauf beendete er – abgesehen vom Rennen in Barcelona, wo er in einem schweren Startunfall verwickelt war – jedes Rennen auf dem Podium. Insbesondere dank Martíns herausragender Form während der Saison, der nach dem Sieg auf dem Sachsenring endgültig im WM-Kampf angekommen war und nebenbei drei weitere Hauptrennen und neun Sprintrennen gewann, war der Titelkampf bis zum letzten Rennen in Valencia offen. Nachdem Martín in Valencia souverän das Sprintrennen gewonnen hatte, schied er beim Hauptrennen bereits in der sechsten Runde nach einer Kollision mit Marc Márquez aus, was zur Folge hatte, dass Bagnaia unabhängig vom Rennausgang Weltmeister wurde. Damit war Bagnaia der erste MotoGP-Fahrer seit Márquez im Jahr 2019, der den MotoGP-Weltmeistertitel erfolgreich verteidigte.
2024 startete Bagnaia als amtierender Weltmeister in seine bereits sechste Saison für Ducati. Das erste Rennen in Katar gewann er, landete im Sprint zuvor auf Platz vier. Beim nächsten Rennen in Portugal sah er nicht die Zielflagge. Es folgte ein fünfter Platz beim Grand Prix of The Americas in Austin und sein zweiter Sieg in Jerez. Nach einem dritten Platz in Frankreich folgten vier Siege in Folge. Währenddessen kristallisierte sich erneut Jorge Martín als härtester Konkurrent heraus. Bezeichnend im Saisonverlauf war, dass Bagnaia im Sonntagsrennen oftmals vor Martin lag, dieser jedoch besonders in den Sprintrennen am Samstag kaum zu schlagen war. Klar war, dass jeder Sturz oder Fehler der eine zu viel sein konnte, da sich beide von der reinen Performance nicht groß unterschieden. Es kam öfters vor, dass einer von beiden in Führung liegend stürzte. Durch seine Kollision mit Álex Márquez beim Großer Preis von Aragonien verlor er die erst im Rennen zuvor zurückeroberte WM-Führung. Durch einen erneuter Sturz beim zweiten Rennen in Misano vergrößerte sich der Rückstand auf Martín vor den Rennen in Asien. Zwar konnte Bagnaia die Rennen in Japan, Thailand und Malaysia gewinnen, doch insbesondere der Sturz im Sprintrennen von Malaysia verpassten seinen Titelchancen einen heftigen Dämpfer. Jorge Martín erwies sich in der entscheidenden Phase der Saison als der bessere, weil konstantere, Fahrer. So reiste Bagnaia mit 24 Punkten Rückstand zum kurzfristig nach Barcelona verlegten Saisonfinale. Zwar gelang ihm dort im Sprint und Grand Prix jeweils der Sieg, doch reichten Martin jeweils dritte Plätze um Weltmeister mit 10 Punkten Vorsprung zu werden. Bagnaia wurde trotz 11 Grand Prix Siegen nicht Weltmeister, was in der Geschichte der MotoGP ein Novum darstellte. Seine insgesamt fünf Ausfälle in den Sprintrennen und die beiden schwachen Platzierungen in Austin und Aragon waren letztendlich entscheidend für den Verlust der Weltmeisterschaft. Martín hingegen sah im Sprint nur zweimal nicht die Zielflagge (Mugello, Mandalika), ansonsten fuhr er immer unter die ersten Vier. Zusammen mit Bagnaias Teamkollege Enea Bastianini holten sie jedoch die Teammeisterschaft. 
Zur Saison 2025 erhielt Bagnaia mit Marc Márquez einen neuen Teamkollegen. Während sein Teamkollege deutlich besser mit der neuen Desmosedici GP25 zurecht kam, hatte Bagnaia Probleme sich an das neue Verison anzupassen. Neben seinem Teamkollegen erwies sich auch Gresini-Pilot Alex Márquez auf einer Vorjahresmaschine als harter Konkurrent um die Podestplatzierungen. Während Marc zur Saisonhalbzeit mit acht Siegen klar die WM anführt, liegt Bagnaia nur auf Platz drei hinter Alex Márquez. Seinen bisher einzigen Sieg holte er in Austin auch nur, weil Marc Márquez in Führung liegend stürzte. Selbst auf seinen vorherigen Paradestrecken, wie Mugello oder Assen, war er nicht in der Lage Márquez ernsthaft herausfordern zu können. Seine erste Pole holte er erst im 12. Rennen beim GP von Tschechien in Brünn. Insbesondere beschreibt Bagnaia sein verloren gegangenes Gefühl für die Vorderradbremse, welches ihn in den Jahren zuvor deutlich von den anderen Fahrern abhob und es ihm ermöglichte deutlich später und härter zu bremsen.

## Statistik

### Erfolge
- 2017 – Moto2-Rookie of the Year auf Kalex
- 2018 – Moto2-Weltmeister auf Kalex
- 2022, 2023 – MotoGP-Weltmeister auf Ducati
- 40 Grand-Prix-Siege

### Karrierestationen
- 2011: FIM-CEV-Repsol-Moto3-Meisterschaft (Platz 3)
- 2012: FIM-CEV-Repsol-Moto3-Meisterschaft (Platz 3)
- 2013: Moto3-Weltmeisterschaft
- 2014: Moto3-Weltmeisterschaft (Platz 16)
- 2015: Moto3-Weltmeisterschaft (Platz 14)
- 2016: Moto3-Weltmeisterschaft (Platz 4)
- 2017: Moto2-Weltmeisterschaft (Platz 5)
- 2018: Moto2-Weltmeisterschaft (Platz 1)
- 2019: MotoGP-Weltmeisterschaft (Platz 15)
- 2020: MotoGP-Weltmeisterschaft (Platz 16)
- 2021: MotoGP-Weltmeisterschaft (Platz 2)
- 2022: MotoGP-Weltmeisterschaft (Platz 1)
- 2023: MotoGP-Weltmeisterschaft (Platz 1)
- 2024: MotoGP-Weltmeisterschaft (Platz 2)

### In der Motorrad-Weltmeisterschaft
(Stand: Großer Preis von Österreich, 17. August 2025)
| Saison | Klasse | Team                  | Motorrad  | Rennen | Siege | Zweiter | Dritter | Poles | Schn. Runden | Punkte | Ergebnis    |
| ------ | ------ | --------------------- | --------- | ------ | ----- | ------- | ------- | ----- | ------------ | ------ | ----------- |
| 2013   | Moto3  | San Carlo Team Italia | FTR-Honda | 17     | –     | –       | –       | –     | –            | –      | –           |
| 2014   | Moto3  | Sky Racing Team VR46  | KTM       | 16     | –     | –       | –       | –     | 1            | 50     | 16.         |
| 2015   | Moto3  | Aspar Mahindra        | Mahindra  | 18     | –     | –       | 1       | –     | 1            | 76     | 14.         |
| 2016   | Moto3  | Aspar Mahindra        | Mahindra  | 18     | 2     | 1       | 3       | 1     | –            | 145    | 4.          |
| 2017   | Moto2  | Sky Racing Team VR46  | Kalex     | 18     | –     | 2       | 2       | –     | –            | 174    | 5.          |
| 2018   | Moto2  | Sky Racing Team VR46  | Kalex     | 18     | 8     | 1       | 3       | 6     | 3            | 306    | Weltmeister |
| 2019   | MotoGP | Pramac Racing         | Ducati    | 18     | –     | –       | –       | –     | –            | 54     | 15.         |
| 2020   | MotoGP | Pramac Racing         | Ducati    | 11     | –     | 1       | –       | –     | 2            | 47     | 16.         |
| 2021   | MotoGP | Ducati Lenovo Team    | Ducati    | 18     | 4     | 3       | 2       | 6     | 4            | 252    | 2.          |
| 2022   | MotoGP | Ducati Lenovo Team    | Ducati    | 20     | 7     | 1       | 2       | 5     | 3            | 265    | Weltmeister |
| 2023   | MotoGP | Ducati Lenovo Team    | Ducati    | 19     | 7     | 6       | 2       | 7     | 3            | 467    | Weltmeister |
| 2024   | MotoGP | Ducati Lenovo Team    | Ducati    | 20     | 11    | 1       | 4       | 6     | 6            | 498    | 2.          |
| 2025   | MotoGP | Ducati Lenovo Team    | Ducati    | 13     | 1     | 1       | 5       | 1     | 1            | 221    | 3.          |
| Gesamt | Gesamt | Gesamt                | Gesamt    | 224    | 40    | 17      | 24      | 32    | 24           | 2555   | 3 WM-Titel  |

Grand-Prix-Siege
| Saison | Klasse | Rennen                                                                                      |
| ------ | ------ | ------------------------------------------------------------------------------------------- |
| 2016   | Moto3  | Niederlande Malaysia                                                                        |
| 2018   | Moto2  | Katar USA-Texas Frankreich Niederlande Osterreich San Marino Thailand Japan                 |
| 2021   | MotoGP | Aragonien San Marino Portugal Valencia                                                      |
| 2022   | MotoGP | Spanien Italien Niederlande Vereinigtes Konigreich Osterreich San Marino Malaysia           |
| 2023   | MotoGP | Portugal Spanien Italien Niederlande Osterreich Indonesien Valencia                         |
| 2024   | MotoGP | Katar Spanien Katalonien Italien Niederlande Deutschland Osterreich Japan Thailand Malaysia |
| 2025   | MotoGP | USA-Texas                                                                                   |

Einzelergebnisse
| Saison | 1        | 2           | 3           | 4          | 5          | 6          | 7                      | 8              | 9                  | 10                     | 11          | 12                     | 13         | 14             | 15             | 16             | 17         | 18             | 19             | 20        | 21       | 22       |
| ------ | -------- | ----------- | ----------- | ---------- | ---------- | ---------- | ---------------------- | -------------- | ------------------ | ---------------------- | ----------- | ---------------------- | ---------- | -------------- | -------------- | -------------- | ---------- | -------------- | -------------- | --------- | -------- | -------- |
| 2013   | Katar    | USA-Texas   | Spanien     | Frankreich | Italien    | Katalonien | Niederlande            | Deutschland    | Vereinigte Staaten |                        | Tschechien  | Vereinigtes Konigreich | San Marino | Aragonien      | Malaysia       | Australien     | Japan      | \|\| \|\| \|\| |                |           |          |          |
| 2013   | 23       | 22          | 26          | 20         | 24         | 17         | 26                     | 30             | [ # 1 ]            | DNF                    | 28          | DNF                    | DNF        | 17             | 16             | DNF            | 20         | DNF            |                |           |          |          |
| 2014   | Katar    | USA-Texas   | Argentinien | Spanien    | Frankreich | Italien    | Katalonien             | Niederlande    | Deutschland        |                        | Tschechien  | Vereinigtes Konigreich | San Marino | Aragonien      | Japan          | Australien     | Malaysia   | \|\| \|\| \|\| |                |           |          |          |
| 2014   | 10       | 7           | DNF         | 8          | 4          | DNF        | 10                     | DNS            | DNS                | DNF                    | 17          | 21                     | DNF        | 24             | 13             | 11             | DNF        | 16             |                |           |          |          |
| 2015   | Katar    | USA-Texas   | Argentinien | Spanien    | Frankreich | Italien    | Katalonien             | Niederlande    | Deutschland        |                        | Tschechien  | Vereinigtes Konigreich | San Marino | Aragonien      | Japan          | Australien     | Malaysia   | \|\| \|\| \|\| |                |           |          |          |
| 2015   | 9        | DNF         | 11          | 7          | 3          | 4          | 20                     | 11             | DNF                | DNF                    | 12          | DNF                    | 8          | 11             | 15             | DNF            | 17         | 13             |                |           |          |          |
| 2016   | Katar    | Argentinien | USA-Texas   | Spanien    | Frankreich | Italien    | Katalonien             | Niederlande    | Deutschland        | Osterreich             | Tschechien  | Vereinigtes Konigreich | San Marino | Aragonien      | Japan          | Australien     | Malaysia   | \|\| \|\| \|\| |                |           |          |          |
| 2016   | 3        | 23          | 14          | 3          | 12         | 3          | DNF                    | 1              | 10                 | 11                     | DNF         | 2                      | 21         | 16             | 6              | DNF            | 1          | DNF            |                |           |          |          |
| 2017   | Katar    | Argentinien | USA-Texas   | Spanien    | Frankreich | Italien    | Katalonien             | Niederlande    | Deutschland        | Tschechien             | Osterreich  | Vereinigtes Konigreich | San Marino | Aragonien      | Japan          | Australien     | Malaysia   | \|\| \|\| \|\| |                |           |          |          |
| 2017   | 12       | 7           | 16          | 2          | 2          | 22         | 13                     | 10             | 3                  | 7                      | 4           | 5                      | 3          | 10             | 4              | 12             | 5          | 4              |                |           |          |          |
| 2018   | Katar    | Argentinien | USA-Texas   | Spanien    | Frankreich | Italien    | Katalonien             | Niederlande    | Deutschland        | Tschechien             | Osterreich  | Vereinigtes Konigreich | San Marino | Aragonien      | Thailand       | Japan          | Australien | Malaysia       | \|\| \|\| \|\| |           |          |          |
| 2018   | 1        | 9           | 1           | 3          | 1          | 4          | 8                      | 1              | 12                 | 3                      | 1           | C                      | 1          | 2              | 1              | 1              | 12         | 3              | 14             |           |          |          |
| 2019   | Katar    | Argentinien | USA-Texas   | Spanien    | Frankreich | Italien    | Katalonien             | Niederlande    | Deutschland        | Tschechien             | Osterreich  | Vereinigtes Konigreich | San Marino | Aragonien      | Thailand       | Japan          | Australien | Malaysia       | \|\| \|\| \|\| |           |          |          |
| 2019   | DNF      | 14          | 9           | DNF        | DNF        | DNF        | DNF                    | 14             | 17                 | 12                     | 7           | 11                     | DNF        | 16             | 11             | 13             | 4          | 12             | DNS            |           |          |          |
| 2020   | Katar    | Spanien     | Andalusien  | Tschechien | Osterreich | Steiermark | San Marino             | Emilia-Romagna | Katalonien         | Frankreich             | Aragonien   |                        | Europa     | Valencia       | \|\| \|\| \|\| |                |            |                |                |           |          |          |
| 2020   | C        | 7           | DNF         | DNS        |            |            | 2                      | DNF            | 6                  | 13                     | DNF         | DNF                    | DNF        | 11             | DNF            |                |            |                |                |           |          |          |
| 2021   | Katar    | Katar       | Portugal    | Spanien    | Frankreich | Italien    | Katalonien             | Deutschland    | Niederlande        | Steiermark             | Osterreich  | Vereinigtes Konigreich | Aragonien  | San Marino     | USA-Texas      | Emilia-Romagna | Portugal   | \|\| \|\| \|\| |                |           |          |          |
| 2021   | 3        | 6           | 2           | 2          | 4          | DNF        | 7                      | 5              | 6                  | 11                     | 2           | 14                     | 1          | 1              | 3              | DNF            | 1          | 1              |                |           |          |          |
| 2022   | Katar    | Indonesien  | Argentinien | USA-Texas  | Portugal   | Spanien    | Frankreich             | Italien        | Katalonien         | Deutschland            | Niederlande | Vereinigtes Konigreich | Osterreich | San Marino     | Aragonien      | Japan          | Thailand   | Australien     | Malaysia       | \|\| \|\| |          |          |
| 2022   | DNF      | 15          | 5           | 5          | 8          | 1          | DNF                    | 1              | DNF                | DNF                    | 1           | 1                      | 1          | 1              | 2              | DNF            | 3          | 3              | 1              | 9         |          |          |
| 2023   | Portugal | Argentinien | USA-Texas   | Spanien    | Frankreich | Italien    | Deutschland            | Niederlande    | Kasachstan         | Vereinigtes Konigreich | Osterreich  | Katalonien             | San Marino | Indien         | Japan          | Indonesien     | Australien | Thailand       | Malaysia       | Katar     | \|\|     |          |
| 2023   | 1        | 166         | DNF1        | 12         | DNF3       | 1          | 2                      | 12             | C                  | 2                      | 1           | DNS2                   | 3          | DNF2           | 23             | 18             | 2          | 27             | 3              | 25        | 15       |          |
| 2024   | Katar    | Portugal    | USA-Texas   | Spanien    | Frankreich | Katalonien | Italien                | Niederlande    | Deutschland        | Vereinigtes Konigreich | Osterreich  | Aragonien              | San Marino | Emilia-Romagna | Indonesien     | Japan          | Australien | Thailand       | Malaysia       | \|\| \|\| |          |          |
| 2024   | 14       | DNF4        | 58          | 1          | 3          | 1          | 1                      | 1              | 13                 | 3                      | 1           | DNF9                   | 2          | DNF1           | 31             | 1              | 34         | 13             | 1              | 1         |          |          |
| 2025   | Thailand | Argentinien | USA-Texas   | Katar      | Spanien    | Frankreich | Vereinigtes Konigreich | Aragonien      | Italien            | Niederlande            | Deutschland | Tschechien             | Osterreich | Ungarn         | Katalonien     | San Marino     | Japan      | Indonesien     | Australien     | Malaysia  | Portugal | Valencia |
| 2025   | 3        | 43          | 13          | 28         | 3          | 16         | DNF6                   | 3              | 43                 | 35                     | 3           | 47                     | 8          |                |                |                |            |                |                |           |          |          |

| Legende  | Legende            | Legende                                                          |
| Farbe    | Abkürzung          | Bedeutung                                                        |
| -------- | ------------------ | ---------------------------------------------------------------- |
| Gold     | –                  | Sieg                                                             |
| Silber   | –                  | 2. Platz                                                         |
| Bronze   | –                  | 3. Platz                                                         |
| Grün     | –                  | Platzierung in den Punkten                                       |
| Blau     | –                  | Klassifiziert außerhalb der Punkteränge                          |
| Violett  | DNF                | Rennen nicht beendet (did not finish)                            |
| Violett  | NC                 | nicht klassifiziert (not classified)                             |
| Rot      | DNQ                | nicht qualifiziert (did not qualify)                             |
| Rot      | DNPQ               | in Vorqualifikation gescheitert (did not pre-qualify)            |
| Schwarz  | DSQ                | disqualifiziert (disqualified)                                   |
| Weiß     | DNS                | nicht am Start (did not start)                                   |
| Weiß     | WD                 | zurückgezogen (withdrawn)                                        |
| Hellblau | PO                 | nur am Training teilgenommen (practiced only)                    |
| Hellblau | TD                 | Freitags-Testfahrer (test driver)                                |
| ohne     | DNP                | nicht am Training teilgenommen (did not practice)                |
| ohne     | INJ                | verletzt oder krank (injured)                                    |
| ohne     | EX                 | ausgeschlossen (excluded)                                        |
| ohne     | DNA                | nicht erschienen (did not arrive)                                |
| ohne     | C                  | Rennen abgesagt (cancelled)                                      |
| ohne     | keine WM-Teilnahme |                                                                  |
| sonstige | P/fett             | Pole-Position                                                    |
| sonstige | 1/2/3/4/5/6/7/8    | Punktplatzierung im Sprint-/Qualifikationsrennen                 |
| sonstige | SR/kursiv          | Schnellste Rennrunde                                             |
| sonstige | *                  | nicht im Ziel, aufgrund der zurückgelegten Distanz aber gewertet |
| sonstige | ()                 | Streichresultate                                                 |
| sonstige | unterstrichen      | Führender in der Gesamtwertung                                   |

Anmerkungen
1. ↑  Kein Rennen in der Moto3-Klasse

Rekorde in der Motorrad-Weltmeisterschaft
- MotoGP-Klasse
  - Ducati-Fahrer mit den meisten Siegen in der MotoGP: 30
  - meiste Saisonsiege ohne Weltmeistertitel: 11 (2024)